# Рассел Хеншоу
Рассел Хеншоу (англ. Russell Henshaw, 7 червня 1990)— австралійський фристайліст, спеціаліст в слоупстайлі. Бронзовий призер ЧС-2011 у слоупстайлі.
Він виріс неподалік від Сіднея з двома молодшими братами, цікавився екстремальними видами спорту, включаючи катання на роликовій дошці, мотокрос, і BMX. З чотирьох років встав на лижі. Протягом наступних семи років, Рас змагався на австралійському рівні у складі Thredbo Ski Racing Club. Саме в цей час Рас вперше зустрівся з тодішнім головним тренером дітей віком до 14 років -  з Ніком Дракслом. Під керівництвом Ніка, Рас прогресував, щоб стати одним з найкращих в країні, вигравши Чемпіонат Австралії до 12 років у слаломі та ставши другим в гігантському слаломі. Через рік Рас став членом Perisher Blue Freeride Team. У віці 15 років Рас разом з Ніком переїжджають у Зеефельд, що у Австрії, у рідне місто Ніка. Там він вступає у Volkl International Freeski Team, разом з якою їздить на змагання по всій Європі. Після цього він починає подорожувати усім світом. У 2009 році знявся у фільмі «У глибині».
На етапах Кубка світу FIS змагався лише двічі - у 2006 році він був сьомим у хафпайпі, а у 2012 був 12-им у слоупстайлі.